# Franco Bomprezzi
Franco Bomprezzi (Firenze, 1º agosto 1952 – Milano, 18 dicembre 2014) è stato un giornalista, scrittore e blogger italiano.

## Biografia
Affetto sin dalla nascita da osteogenesi imperfetta, che l'avrebbe portato a vivere e lavorare su una sedia a rotelle, seguì gli spostamenti del padre militare, compiendo gli studi a Firenze, Chieti, Rovigo e Padova. Fu caposervizio presso Il Mattino di Padova per molti anni; collaborò anche con la redazione de Il Resto del Carlino, prima di trasferirsi a Milano, dove ricoprì la carica di caporedattore centrale in AGR.
Collaborò con diverse testate tematiche, occupandosi delle difficoltà delle persone disabili. Fu direttore responsabile di DM, periodico della UILDM, nonché direttore della rivista Mobilità, che cessò le pubblicazioni a fine 2008. Fu il fondatore del portale Superando.it e portavoce di Ledha, la Lega per i diritti delle persone con disabilità.
Responsabile per anni della comunicazione sociale per il Comitato Telethon Fondazione Onlus, entrò anche nel comitato scientifico della Fondazione Vodafone Italia.
Intervenne in numerosi programmi radiofonici e televisivi, fra cui Il coraggio di vivere, Maurizio Costanzo Show, I fatti vostri, Check-up, Casa per casa, Unomattina, Quelli che..., La notte dei misteri, Chiamate Roma 3131, Diversi da chi?.
Nel 2005 gli venne assegnato l'Ambrogino d'oro. Nel 2007 fu nominato cavaliere della Repubblica dal presidente Giorgio Napolitano. Nel 2009 si presentò alle elezioni provinciali di Milano nella lista che sosteneva la candidatura di Filippo Penati a presidente della provincia: ottenne 637 voti, che non risultarono sufficienti per la sua elezione. In vista delle elezioni municipali del 2011 a Milano si candidò al Consiglio comunale nella lista Milano Civica X Pisapia Sindaco, elogiando lo stesso Pisapia per la sua attenzione nei confronti delle persone con disabilità: nell'occasione ottenne 344 preferenze, che non gli consentirono di entrare a Palazzo Marino.
Morì all'ospedale Niguarda di Milano, dove era ricoverato da tempo, a causa di un'embolia polmonare. Era vedovo da molti anni di Nadia, scomparsa nel 2003, anche lei con una disabilità e in carrozzina.

## Opere
- La contea dei ruotanti, Il prato, Padova 1999
- Io sono così, Il prato, Padova 2003
- Handicap Power, LibertàEdizioni, Lucca 2008 (e-book)
- Cucire la memoria - Frammenti autobiografici, LibertàEdizioni, Lucca 2008 (e-book)

## Riconoscimenti
- Nel 2015 il Comune di Milano ha deciso che il suo nome venga iscritto nel Pantheon di Milano, all'interno del Cimitero Monumentale.[18]
- Nel 2005 gli venne assegnato l'Ambrogino d'oro.[7]